# Дачний сезон
«Дачний сезон» — радянський художній фільм 1985 року, знятий режисером Тофіком Тагі-заде на кіностудії «Азербайджанфільм».

## Сюжет
Шофер Агабаба та його дружина Агабаджі дотримуються суворих життєвих правил. У такому ж дусі вони виховують своїх дітей. Живе вся родина на березі Каспію. Якось Агабаба знаходить на березі моря цуценя, його називають Топланом і воно незабаром стає повноправним членом сім'ї. Одного літа Агабаджі, щоб покращити фінансове становище сім'ї, умовляє чоловіка на літній сезон пустити до будинку дачників. І як тільки в будинок вселилися директор ринку зі своїм синком, який збирається вступати до інституту, звичний ритм життя сім'ї було порушено.

## У ролях
- Гасан Мамедов — шофер Агабаба (дубляж Рудольф Панков)
- Земфіра Садихова — Агабаджі (дубляж Світлана Швайко)
- Самандар Рзаєв — Агамірза (дубляж Віктор Філіппов)
- Лейла Шихлінська — Аміна (дубляж Людмила Карауш)
- Гаджимурад Ягізаров — Калантар (дубляж Володимир Кузнецов)
- Нурія Ахмедова — Хейранса (дубляж Тамара Совчі)
- Раміз Азізбейлі — Аміргулу (дубляж Раднер Муратов)
- Олена Серопова — Наїля
- Ельхан Джафаров — Аділь (дубляж Геннадій Фролов)
- Мірза Бабаєв — Джаббар (дубляж Олексій Алексєєв)
- Гамлет Курбанов — Фарман (дубляж Олег Мокшанцев)
- Олександр Шаровський — Сафтар (дубляж Володимир Гуляєв)
- Талят Рахманов — Агаджафар (дубляж Станіслав Міхін)
- Каміла Бабаєва — роль другого плану
- Ф. Мамедова — роль другого плану
- Н. Насірова — роль другого плану
- Лала Рустамова — роль другого плану
- Анар Тагі-заде — роль другого плану
- Джейла Шихлінська — роль другого плану
- Ф. Юсубова — роль другого плану
- У. Ягубзаде — роль другого плану
- Бахадур Алієв — епізод
- Ахмед Ахмедов — епізод
- Мазахір Агаєв — епізод
- Мая Іскендерова — епізод
- Т. Мамедов — епізод
- Мамедага Мамедов — епізод
- Гюльнара Ефендієва — епізод
- Х. Ефендієва — епізод

## Знімальна група
- Режисер — Тофік Тагі-заде
- Сценарист — Ельчин Ефендієв
- Оператор — Ельхан Алієв
- Композитор — Хайям Мірзазаде
- Художник — Кяміль Наджафзаде